# سام لوفكين
سام لوفكين (بالإنجليزية: Sam Lufkin)‏ هو ممثل أمريكي، ولد في 8 مايو 1891 في الولايات المتحدة، وتوفي في 19 فبراير 1952 بهوليوود في الولايات المتحدة.

## أعمال

### أفلام
- (1923) السلامة أخيرا!
- (1927) رفع القبعات
- (1929) حرية
- (1932) صندوق الموسيقى
- (1936) الفتاة البوهيمية
- (1937) طريق الخروج من الغرب
- (1938) الأغبياء
- (1940) أحمق في أكسفورد

## وصلات خارجية
- سام لوفكين على موقع IMDb (الإنجليزية)
- سام لوفكين على موقع أول موفي (الإنجليزية)
- سام لوفكين على موقع قاعدة بيانات الأفلام السويدية (السويدية)
- سام لوفكين على موقع قاعدة بيانات الفيلم (الإنجليزية)